# Ribes parvifolium
Ribes parvifolium là một loài thực vật có hoa trong họ Grossulariaceae. Loài này được Phil. miêu tả khoa học đầu tiên năm 1856.